# Salto Mortale (1953)
Salto Mortale ist ein deutsches Zirkusfilmdrama aus dem Jahre 1953 von Viktor Tourjansky. Die Hauptrollen spielen Margot Hielscher, Karlheinz Böhm und der niederländische Hollywood-Heimkehrer Frits van Dongen, dessen letzter Kinofilm dies war.

## Handlung
Kunstreiterin Verena steht vor einer schweren Aufgabe: Nachdem ihr Vater gestorben ist, muss sie nun ganz allein die Leitung von dessen Zirkus übernehmen. Als besonders problematisch erweist sich die Tatsache, dass ihr Vater zwar den dringend benötigten Bankkredit erhalten hatte, das Geldhaus nunmehr aber neue Bedingungen stellt: So muss Verena an ihrer Seite einen Treuhänder akzeptieren, der über die Verwendung des Geldes wacht. Dieser Mann ist der junge Manfred Lange, der sich mit großem Engagement rasch in die ihm vollkommen unbekannte Zirkuswelt einlebt und dabei schnell die Zuneigung Verenas gewinnt. Dem erfahrenen und deutlich älteren Raubtierdompteur Cadenos gefällt dieser Umstand ganz und gar nicht, hat der eifersüchtige Hitzkopf doch selbst schon lange ein Auge auf Verena geworfen. 
Cadenos meint, Anrechte gegenüber Verena und dem Zirkusbetrieb zu haben, weil der verstorbene Zirkusdirektor ihn einst damit beauftragt hatte, nach seinem Tode mit Rat und Tat Verena, sozusagen als ihr Co-Direktor, zur Seite zu stehen. Manfreds Liebe zu Verena kollidiert im entscheidenden Moment mit einem Eifersuchtsanfall von Cadenos, der beinahe dazu führt, dass die anstehende Premiere in Gefahr gerät. Als dann plötzlich auch noch im Stall ein Feuer ausbricht, droht die ganz große Katastrophe. Im letzten Moment kann die Gefahr abgewendet werden, weil die Artisten zusammenhalten. Die Premiere ist gerettet und wird ein großer Erfolg, und aus Verena und Manfred wird schließlich ein Paar. 

## Produktionsnotizen
Die Dreharbeiten fanden zum Jahresbeginn 1953 in den Filmstudios in München-Geiselgasteig und im Zirkus Krone in München statt und der Film wurde am 30. April 1953 uraufgeführt.
Friedrich Kurth übernahm die Produktionsleitung, die Filmbauten stammen von Hanns H. Kuhnert und Theo Zwierski. Die Kostüme entwarf Ursula Maes.

## Kritiken
Im Spiegel ist zu lesen: „Ein sehr ‚deutscher‘ Zirkusfilm, an dem nur eines bemerkenswert ist: die Routine, mit der Drehbuchautor und Regisseur die Schubladen des Gemüts und der ‚Dramatik‘ öffnen (…) Insgesamt: Eineinhalb Stunden redlich produzierte Langeweile.“
Im Lexikon des Internationalen Films heißt es: „Durchschnittlich gestalteter Zirkusfilm voller Klischees.“